# Rabie Belgherri
Rabie Belgherri (arabe : ربيع بلغري) est un footballeur algérien né le 7 octobre 1977 à Maghnia dans la wilaya de Tlemcen. Il évoluait au poste de milieu défensif.

## Biographie
Rabie Belgherri commence sa carrière à l'IRB Maghnia, où il joue pendant cinq saisons. Il évolue ensuite pendant 14 saisons avec le club du WA Tlemcen.
Il dispute, avec l'équipe de Tlemcen, plus de 200 matchs en première division algérienne.
Il remporte, avec Tlemcen, une Coupe d'Algérie.

## Palmarès
- Vainqueur de la Coupe d'Algérie en 2002 avec le WA Tlemcen.
- Finaliste de la Coupe d'Algérie en 2008 avec le WA Tlemcen.
- Champion d'Algérie de D2 en 2009 avec le WA Tlemcen.
- Champion d'Algérie de D3 (Groupe Ouest) en 1999 et 2001 avec l'IRB Maghnia.